# Busken-Huet-Preis
Der Busken-Huet-Preis (niederländisch Busken Huetprijs) war ein niederländischer Literaturpreis, der Autoren ehrt, die besondere Leistungen im Bereich Biografie oder Essay erbracht haben.
Der Preis besteht bereits seit dem Jahr 1947, bis 1971 wurde er aber unter dem Namen Essayprijs van de gemeente Amsterdam ausgelobt. Zusammen mit zwei anderen Amsterdamer Literaturpreisen, dem Herman-Gorter-Preis und dem Multatuli-Preis ist er 2003 in den Amsterdam-Preis für die Kunst (Amsterdamprijs voor de kunst) aufgegangen.
Der Busken-Huet-Preis wurde seit 1990 jährlich zuerkannt, davor war der Rhythmus zweijährlich. Der Preis war benannt nach dem Schriftsteller und Kritiker Conrad Busken Huet (1826–1886). Verliehen wurde der Preis durch den Amsterdamer Fonds für die Kunst (Amsterdamse Fonds voor de Kunst – AFK).

## Überblick über die drei Amsterdamer Literaturpreise
Nach dem Zweiten Weltkrieg wurden in Amsterdam drei Literaturpreise eingerichtet:
- Poëzieprijs van de gemeente Amsterdam (Poesiepreis der Stadt Amsterdam) – 1945 bis 1971; von 1972–2002 Herman Gorterprijs, danach Amsterdamprijs voor de kunst
- Essayprijs van de gemeente Amsterdam (Essaypreis der Stadt Amsterdam) – 1947 bis 1971;, von 1972–2002 Busken Huetprijs, danach Amsterdamprijs voor de kunst
- Prozaprijs van de gemeente Amsterdam (Prosapreis der Stadt Amsterdam) – 1946 bis 1971; von 1972–2002 Multatuli-Preis, danach Amsterdamprijs voor de kunst

Seit dem Jahr 2003 sind alle drei Literaturpreise neben anderen Kunstpreisen in den Amsterdamprijs voor de kunst aufgegangen.

## Preisträger desBusken Huetprijses(1972 bis 2002)
- 2002 Léon Hanssen für Sterven als een polemist
- 2001 Cyrille Offermans für De ontdekking van de wereld
- 2000 Charlotte Mutsaers für Zeepijn
- 1999 Henk Wesseling für Lopende Zaken
- 1998 Oek de Jong für Een man die in de toekomst springt
- 1997 Elsbeth Etty für Liefde is heel het leven niet. Henriëtte Roland Holst 1869-1952
- 1996 Gerrit Krol für De mechanica van het liegen
- 1995 Willem Jan Otten für De letterpiloot
- 1994 Benno Barnard für Het gat in de wereld
- 1993 Piet Meeuse für De jacht op Proteus
- 1992 Sem Dresden für Vervolging, vernietiging, literatuur
- 1991 Jan Wolkers für Tarzan in Arles
- 1990 Angenies Brandenburg für Annie Romein-Verschoor 1895-1978
- 1989 Jacq Firmin Vogelaar für Terugschrijven
- 1987 Andreas Burnier für Essays 1968-1985
- 1985 Hugo Brandt Corstius für Rekenen op taal
- 1983 Abram de Swaan für De mens is de mens een zorg
- 1981 Jacques Hamelink für In een lege kamer een garendraadje
- 1979 Gerrit Komrij für Papieren tijgers
- 1977 Kees Verheul für Verlaat debuut en andere opstellen
- 1975 Johan Goudsblom für Balans van de sociologie
- 1973 Sybren Polet für Literatuur als werkelijkheid, maar welke?

## Preisträger desEssaypreises der Stadt Amsterdam(1947–1971)
- 1971 Teun van Dijk für Taal, tekst, teken
- 1969 Rudy Kousbroek für Revolutie in een industrie-staat
- 1967 Huib Drion für Het conservatieve hart
- 1965 H.A. Gomperts für De geheime tuin
- 1965 Henk Romijn Meijer für Bij de dood van Willem Carlos Williams
- 1963 J. Kamerbeek jr. für Creatieve wedijver
- 1961 H.A. Gomperts für De schok der herkenning
- 1961 Piet Calis für Napoleon van het Leidseplein
- 1959 Jeanne van Schaik-Willing für Na afloop
- 1959 Rob Nieuwenhuys für De zaak Lebak na honderd jaar
- 1957 Paul Rodenko für Tussen de regels
- 1956 Jan Engelman für Twee maal Apollo
- 1956 Evert Straat für Levend verleden, Antonia Machado
- 1955 R. Jacobsen für Kaleidoscoop
- 1955 Jan Brandt Corstius für De nieuwe beweging
- 1954 G.H.M. van Huet für Lezen en laten lezen (erste und zweite Sammlung)
- 1954 Simon Vestdijk für Essays in duodecimo
- 1953 nicht verliehen
- 1951 nicht verliehen
- 1949 Willem Frederik Hermans für Fenomenologie van de pin-up girl
- 1948 nicht verliehen
- 1947 Fokke Sierksma für Poëzie als ernst